# Философ, объясняющий модель Солнечной системы
«Философ, объясняющий модель Солнечной системы» — картина английского художника Джозефа Райта, написанная около 1766 года. Полное название «Философ, объясняющий модель Солнечной системы, в которой лампа замещает Солнце» (англ. A Philosopher giving a Lecture on the Orrery in which a lamp is put in place of the Sun. «Философ» — вторая (после «Гладиатора») картина художника, на которой персонажи и объекты сцены изображены освещёнными светом свечи, невидимой зрителю. Лица персонажей картины демонстрируют одну из основных фаз Луны — новолуние, полумесяц, Луна «в ущербе» (75 %) и полная луна.

## История картины
Картина вызвала дискуссии, поскольку вместо классического сюжета в центре сцены использован сюжет научный. Изображение Райтом восхищённого восторга, вызванного научными «чудесами», расходилось с традицией, в которой подобные чувства могли быть вызваны только сюжетами на религиозную тему, поскольку Райт считал науку и технику не менее вдохновляющей, чем сюжеты великих картин на религиозные темы. Согласно Гёте, рассматривание скульптур при свечах, которые хорошо выделяли контуры предметов, колеблющееся пламя которых могло вызвать впечатление движения, было модным развлечением. В механической модели Солнечной системы тени, отбрасываемые замещающей солнце лампой, были существенной частью показа.

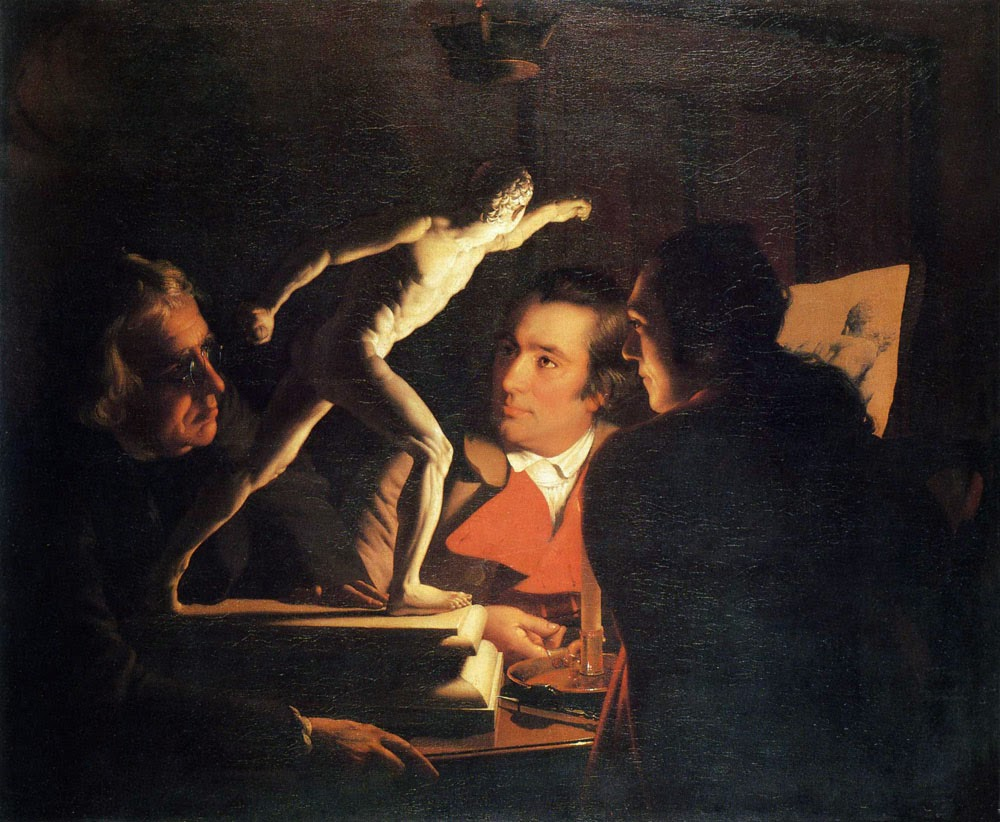
Трое рассматривают скульптуру гладиатора при свечах — первая картина Райта, в которой сцена освещена искусственным светом невидимой для зрителя свечи

Райт считал тему науки и техники не менее вдохновляющей, чем традиционные религиозные темы, по которым были созданы многие великие картины прошлого.
«Философ» был одной из британских картин, разрушавших жёсткую иерархию жанров, которой в XVIII веке придерживались французские деятели искусства. В некотором отношении сюжет картины напоминал  неформальные портреты, большей частью, среднего класса, которым был придан новый статус, когда Иоганн Цоффани стал изображать в подобном стиле королевскую семью около 1776 года. Oднако учитывая их серьёзную обстановку, ни одно из действующих лиц картины не должно восприниматься как портрет (даже если можно определить его прототип)  Искусствовед XX века Эллис Уотерхаус сравнивает эти две работы с «genre serieux» французской драмы времени написания картины, в определении Дени Дидро и Пьера Бомарше, что поддерживает и Эгертон .

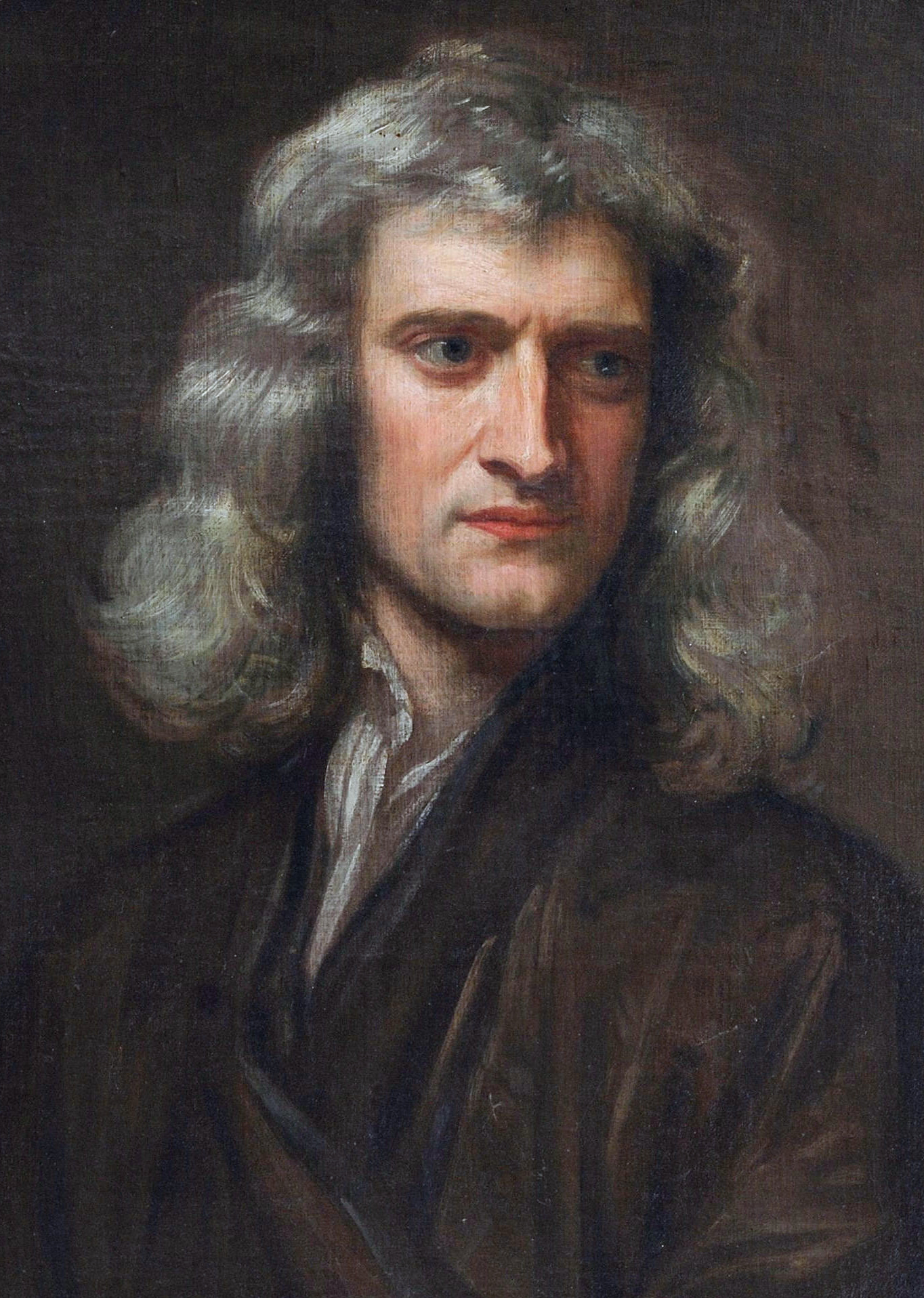
Один из портретов Ньютона кисти Кнеллера

Анонимный обзор XIX века называл Райта «великим и необычным, своеобразным гением». Философ был написан не под заказ, вероятно, в надежде, что картина будет куплена Вашингтоном Ширли, 5-м графом Феррерс, астрономом-любителем, у которого была собственная модель Солнечной системы и у которого также бывал в гостях друг Райта Питер Перез Бердетт. Два человека на картине считаются портретами Бердетта и Феррера: Бердетт записывает, а Феррерс со своим сыном сидит рядом с моделью . Феррерс купил картину за £210, но 6-й граф продал её с аукциона, и в настоящее время она находится в постоянной экспозиции Музея и художественная галереи Дерби, где она расположена около работающей копии механической модели Солнечной системы.
Биограф Райта, Бенедикт Николсон утверждал в 1968 году, что моделью для преподавателя был Джон Уайтхёрст, в то время как другой комментатор указывает на сходство фигуры с «портретом Исаака Ньютона кисти Годфри Кнеллера».